# Viktor Wärnick
Lars Viktor Wärnick, född 9 maj 1991 i Norrala församling, Gävleborgs län, är en svensk politiker (moderat). Han är ordinarie riksdagsledamot sedan 2018, invald för Gävleborgs läns valkrets.

## Biografi
2010 valdes Wärnick in i kommunfullmäktige i Söderhamns kommun, och sedan 2018 är han kommunfullmäktiges ordförande.
I riksdagen har han varit ledamot i kulturutskottet 2018–2021 och andre vice ordförande i samma utskott och Moderaternas talesperson i kulturpolitiska frågor 2021–2022. Mellan januari och oktober 2022 var han partiets gruppledare i civilutskottet och bostadspolitisk talesperson. Därefter var han 2022–2024 gruppledare för Moderaterna i arbetsmarknadsutskottet. I maj 2024 utsågs Wärnick till ny ordförande i socialförsäkringsutskottet (en post han även vikarierade på under 2023).